# Claude de Cambronne
Pour les articles homonymes, voir Cambronne et Deshayes.
 (juin 2015).
Si vous disposez d'ouvrages ou d'articles de référence ou si vous connaissez des sites web de qualité traitant du thème abordé ici, merci de compléter l'article en donnant les références utiles à sa vérifiabilité et en les liant à la section « Notes et références ».
Claude de Cambronne (né Jean-Paul Claude Deshayes de Cambronne le 23 octobre 1905 Paris 16e - mort le 31 janvier 1993, Boulogne-Billancourt) est un avionneur français et le cofondateur de la société de Marcel Dassault durant la Seconde Guerre mondiale, Bordeaux-Aéronautique, avec André Curvale et Henri Deplante.

## Biographie

### Formation
Il étudie à l'Institut supérieur de l'aéronautique et de l'espace et devient trésorier de l'Association des anciens élèves de Sup'Aéro. Il réalise des stages chez Schneider, à la Société des Moteurs Salmson, à la SNCF, et rejoint, en 1930, l'École de Buc, devient sous-lieutenant de réserve, en 1931, à Reims et à la base aérienne 702 Avord, au 12e régiment d'aviation de bombardement puis obtient le grade de capitaine de l'armée de l'air. Il s'oriente vers le milieu des assurances, devient sous-directeur de la S.M.A.A. puis directeur des expertises et du contentieux de La Préservatrice.

### Carrière
De décembre 1938 à mai 1940, il est secrétaire général de l'usine de la SAAMB, à Saint-Cloud.

« En 1939, Marcel Bloch, toujours pressé, continue de recruter. Le 1er février, il embauche Claude de Cambronne : « Après Sup'Aéro, je travaillais dans une compagnie d'assurance qui ne couvrait que le risque aviation de tourisme, j'étais directeur des expertises. Marcel Bloch m'a proposé d’entrer dans sa Société en me disant : " Je vous propose une situation chez moi car nous allons avoir la guerre ". J'ai été très étonné. Plus tard j'ai compris que quand il ouvrait la bouche ce n'était que pour dire des choses sensées. Avec lui, je suis passé du niveau de l'élève de Sup'Aéro au plus haut niveau de la profession. »

— (Extrait de la biographie de Claude Carlier, Marcel Dassault : La légende d'un siècle, Éditions Perrin, mai 2002, p. 103)
Le 27 novembre 1940, Marcel Bloch lui remet une lettre, manuscrite, destinée à l'Association des anciens élèves de Sup'Aéro dont il est le président.

« Mes chers camarades, si l'heure est difficile, ne désespérez pas de l'avenir. (…) Après cette guerre où les bateaux, le matériel roulant, les avions commerciaux auront été anéantis, l'aviation commerciale connaîtra un essor inouï car elle remplacera la plupart des moyens de transport. (…) « Nul doute que le gouvernement de l'État français, dans une Europe reconstruite, saura conserver à notre pays la part de production aéronautique qui revient à notre technique et à notre position géographique dans le monde. (…) « Président de votre Association, je reviendrai un jour me placer à côté de vous et mon concours amical vous sera comme toujours acquis. »

— (Extrait de la biographie de Claude Carlier, Marcel Dassault : La légende d'un siècle, Éditions Perrin, mai 2002, p. 129)
Le 20 décembre 1940, Marcel Bloch délègue tous ses pouvoirs à Henri Carol (SACAM). 
Le 18 avril 1941, Claude de Cambronne demande au commandant Christian Sarton du Jonchay, chef du service des relations extérieures du Comité d'organisation de l'industrie aéronautique et futur fondateur de la Phalange africaine, d'écrire au colonel de l'armée de l'air, André de Gorostarzu, membre du cabinet de Philippe Pétain, pour prendre la défense de Marcel Bloch. 

« Conduit à la gendarmerie, il a passé la nuit dans une cave, et est, actuellement, détenu au régime de droit commun. Son avocat qui l'a vu, signale qu'il loge dans un dortoir avec cinquante détenus de toutes conditions, sans cravate, sans bretelles, sans même un rasoir et ne peut être rasé qu'une fois par semaine. C'est un traitement digne des camps de concentration nazis contre lesquels on a tant crié y compris le procédé qui consiste à mettre dans des conditions physiques déplorables un homme qui, de notoriété publique, ne peut les supporter. »

— (Extrait de la biographie de Claude Carlier, Dassault : De Marcel à Serge, Éditions Perrin, 2017, p. 66)
Le 19 mai 1941, Claude de Cambronne devient le représentant en Zone libre de la société Bordeaux-Aéronautique. Il est toujours à ce moment-là, secrétaire général de la Société des avions Marcel Bloch, à Pont-de-Dore mais après une communication permanente puis intermittente et clandestine avec Marcel Bloch, durant ses quatre années d'emprisonnement, il est considéré comme enjuivé par l'Hôtel Majestic, dénoncé comme gaulliste à l'Einsatzstab Reichsleiter Rosenberg et sauvé in extremis d'une arrestation imminente, ordonnée par Friedrich von der Ropp.

### Après-guerre
Il démissionne de ses fonctions à la dissolution de Bordeaux-Aéronautique, le 21 mai 1947. 
Au Bloch MB.1020, dont la construction avancée est interrompue à la fin 1940, succède le BA 30, réalisé par Bordeaux-Aéronautique, qui deviendra le Dassault MD 311-312-315 Flamant après modifications. 
Officier d'état-major spécialisé 4e Bureau, il est alors chargé des transports et du ravitaillement en Allemagne avant de devenir copropriétaire des brevets d'amortisseurs des sociétés Katz-Schneider (utilisés sur SNCASO SO-4050 Vautour), Katz-De Dion-Bouton, puis chargé de mission à l'étranger des usines Farman, par le fils de Maurice Farman, Marcel et par le bureau d'études, B.E.S.T.- Romani, d'étudier la question de l'énergie éolienne, au Maroc. 
En 1949, il fonde l'Association Marocaine des Amis de l'Aviation et enseigne le pilotage (aux parents d'Alain Souchon et plus tard à Paul-Émile Victor) puis en 1950, la Compagnie Industrielle des Aéromoteurs (CIAMO), d'avions-taxis, avec Gaston et Lucien Romani, Georges et André Herlicq, Lucien Malavard, Jean Legras, Lucien Servanty, Paul Germain et Raymond Siestrunck. 
En 1951, il crée la Société Commerciale d'Aviation Marocaine (SCAM), organise une exposition du Piper PA-15 Vagabond, à Casablanca, avec le soutien d'Air Atlas et devient agent de change pour les entreprises Goodyear et Cessna. Il est alors membre de l'Aéro-Club de France, avec plus de 1000 heures de vol. 
En 1959, il se présente aux élections municipales françaises de 1959 sur la liste de Bernard Destremau.
Il meurt le 31 janvier 1993 à Boulogne-Billancourt

## Décorations
- Chevalier de la Légion d'honneur

## Vie personnelle
Jean Paul Claude, est né le 23 octobre 1905, au 15 rue Marbeau Paris 16e, de père et de mère non dénommés. Il est reconnu, le 6 juin 1906, par Anne Marie Louise Charlotte Victorine Gabrielle Blanche Deshayes de Cambronne.
Par ordonnance du 26 octobre 1934, du tribunal civil de la Seine, il est autorisé à ajouter à son nom patronimique celui de Claude et à s'appeler légalement Claude Deshayes de Cambronne,.
Sa famille est originaire de Crépy-en-Valois et de Cambronne-lès-Ribécourt. Il est le fils de Paul Cottin, le petit-fils de Gaston de Cambronne, rédacteur en chef du journal La France et contributeur de la Semaine des familles de Zenaide Fleuriot et l'arrière-petit-fils d'Arnouph Deshayes de Cambronne (en). 
Il a trois enfants :
Marié en premières noces le 7 mai 1932 à Paris 7e avec Andrée Guillain, fille du neurologue Georges Guillain il a eu :
- Gilles, sous-lieutenant (Transmissions).

Ils divorcent le 28 janvier 1949.
Marié en secondes noces le 14 juin 1949 à Chaville avec Marie Henriette Julia Suzanne Picard-Destelan née le 15 novembre 1915 à Pékin (Chine), décédée le 23 janvier 1996 à Paris 16e, petite-fille de l'officier de marine Ernest Picard-Destelan il a eu :
- Béatrice et
- Laurence de Cambronne (en)